# Соня Белькінд
Соня (Олександра) Белькінд (івр. סוניה (אלכסנדרה) בֶּלְקִינְד; нар. 1870, Логойськ, Мінська губернія, Російська імперія — 20 вересня 1943, Тель-Авів) — перша лікарка-гінеколог в Османській Палестині. Молодша сестра Ісраеля Белькінда, Ольги Белькінд (Ханкін), Шимшона Белькінда та Фанії Белькінд, членів руху «Білу» (і дружина Ісраеля Фейнберга).

## Біографія
Белькінд виїхала до Османської Палестини 1888 року разом зі своїми батьками, Шіфрою та Меїром Белькіндами. Спершу вони оселилися у Рішон-ле-Ціоні, звідки переїхали до Ґедери через конфлікти з чиновниками барона Ротшильда. Працювала вчителькою французької мови в першій івритомовній школі в Яффі, заснованій її братом Ісраелем і батьком Меїром у 1889 році.

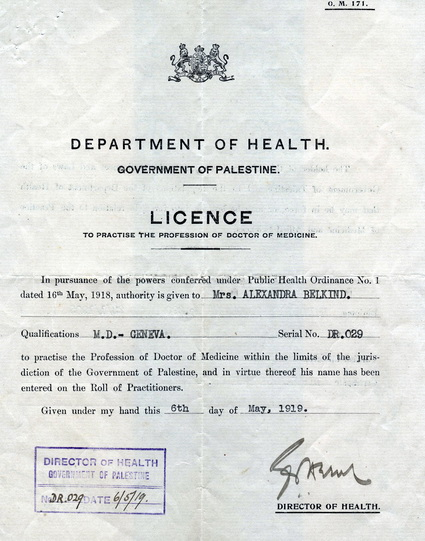
Ліцензія на практикування медицини Соні Белькінд

1898 року вона поїхала до Женеви, щоб вивчати медицину, що було рідкісним випадком для єврейської жінки того часу. По закінченні навчання повернулася до Османської Палестини як лікарка і працювала в лікарні Ша'ар-Ціон у Яффі. 1905 року вона поїхала до Парижа для спеціалізації з гінекології, ставши першою лікаркою-гінекологом в Османській Палестині (Землі Ізраїльській).
Після повернення до Османської Палестини в 1907 році вона працювала лікаркою у гімназії «Герцлія», продовжуючи роботу в лікарні. Вона також була однією із засновниць Ізраїльської медичної асоціації, разом із першою лікаркою на території Підмандатної Палестини — Бат Шева Йоніс-Ґуттман. 11 січня 1912 року взяла участь в установчих зборах, що відбулися в гімназії для обрання першого комітету Медичної асоціації, і ввійшла до його складу. Головою був д-р Єгуда Лейб Поховський.
Під час Першої світової війни вона лікувала депортованих жителів Тель-Авіва в різних місцях заслань, оскільки більшість лікарів були депортовані або призвані в армію. У 1917 році її заарештували і відправили під суд у Дамаску за участь у Нілійському підпіллі (серед його активістів був її племінник Нааман Белькінд). Її виправдали і вона повернулася до Тель-Авіва.

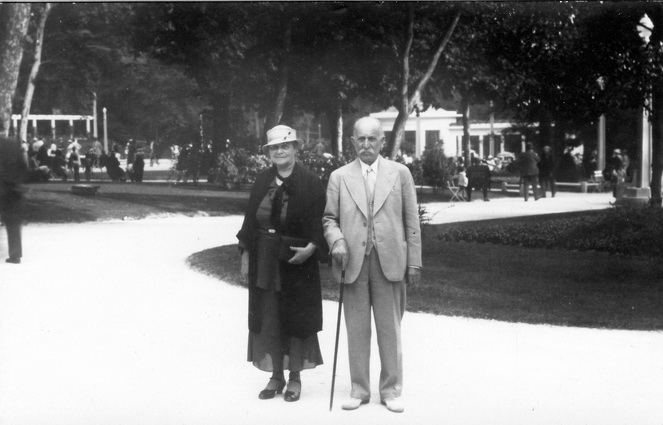
Соня Белькінд та Мендель Ханкін (1930 рік)

Чоловік Белькінд  — Мендель Ханкін, брат Єгошуа Ханкіна (чоловік Ольги, її сестри). Брати Ханкіни та їхні родини жили разом у будинку по вулиці Алленбі, 105, Тель-Авів, який побудувала Соня. Вона жила на верхньому поверсі, а Єгошуа та Ольга жили на першому, а неподалік у меншій квартирі жили Дова (івр. דובה), дружина Ісраеля, та їхня дочка Ахса Белькінд. Будинок мав великий двір із садом, де був вирощений перший газон в Османській Палестині.
Белькінд займалася громадською та профілактичною медициною, сприяла охороні здоров'я жінок. Входила до складу дирекції реабілітації «Шалва», заснованої її сестрою Ольгою Ханкін в 1938 році для малозабезпечених хворих. Вона відкрила приватну клініку в Тель-Авіві, де лікувала євреїв і арабів, християн і мусульман, її обрали почесною членкинею Ізраїльської медичної асоціації.
Перед смертю вона заповіла гроші на дві цілі: створення будинку відпочинку для лікарів похилого віку в Рішон-ле-Ціоні та завершення будівництва «Будинку лікарів» у Тель-Авіві.
Після смерті її поховали на Старому кладовищі в Рішон-ле-Ціоні.
«Будинок лікарів пам'яті докторки Олександри Белькінд» (івр. בית הרופא ע"ש ד"ר אלכסנדרה בלקינד) у Рішон-ле-Ціоні урочисто відкрили 1963 року, через двадцять років після її смерті.

## Подальше читання
- Zipora Shachor-Rubin and Shifra Schwartz, Alexandra Belkind: The Story of a Pioneer Hebrew Doctor, Itai Bahur Publishing, Zikhron Ya'akov, 2012.

## Виноски
1. ↑  https://www.jta.org/1943/09/22/archive/alexandra-belkind-first-woman-doctor-in-palestine-dies-at-72
2. ↑  Dr. A. Belkind's Final Journey. HaBoker. 22 вересня 1943. с. 38.
3. ↑  Dr. Alexandra Belkind's Funeral. Davar. 22 вересня 1943. с. 85.
4. ↑  Dr. Alexandra (Sonia) Belkind. HaBoker. 21 вересня 1943. с. 17.3.
5. ↑  Hirsch, Luise (11 лютого 2013). From the Shtetl to the Lecture Hall: Jewish Women and Cultural Exchange (англ.). University Press of America. ISBN 978-0-7618-5993-2.
6. ↑  Levy, Nissim; Levy, Yael (2012). Physicians of the Land of Israel 1799-1948 (вид. 2nd). Iti Bchur. с. 122.
7. ↑  Schwartz, Shifra (1997). The General Health Fund - Its Formation and Development as a Central Force in Health Services in the Land of Israel. Ben-Gurion University of the Negev Press. с. 8.
8. ↑  Israel Medical Association: Historical Background. Архів оригіналу за 20 листопада 2006. Процитовано 30 січня 2025.
9. ↑  Siny, Ephraim (1984). In Full View - From the World of a Doctor. Cherikover Publishers Ltd. с. 143.
10. ↑  Siny, Ephraim (1984). In Full View - From the Diary of a Doctor. Cherikover Publishers Ltd. с. 140.
11. ↑  The Shalva House. HaBoker. 16 листопада 1939. с. 59.
12. ↑  An Institution Seeks Public Assistance and Deserves It. Davar. 16 січня 1941. с. 75.